# ラトゥ・タラカイ
ラトゥ・タラカイ（Latu Talakai、1989年12月26日 - ）は、イーストウッドに所属するラグビー選手。

## プロフィール
- トンガ・ネイアフ出身[1]。
- ポジションはプロップ(PR)。
- 身長 193cm、体重 132kg
- トンガ代表キャップは7(2021年3月現在）でラグビーワールドカップ2019のトンガ代表に選ばれた[2]。

## 略歴
ワイカト、ランドウィック、FCグルノーブルを経て、2018年、イーストウッドに加入。